# 55212 Yukitoayatsuji
55212 Yukitoayatsuji este o planetă minoră (asteroid), cu un diametru de 4,826 km, din centura de asteroizi. A fost descoperită pe 12 septembrie 2001 la Goodricke-Pigott Observatory⁠(d) de Roy A. Tucker⁠(d) și a fost numită după Yukito Ayatsuji⁠(d). 
Obiectul prezintă o orbită caracterizată de o semiaxă mare de 2,9351606567119 UAi, o excentricitate de 0,08, o înclinație de 3 ° în raport cu ecliptica.